# ZOMBIE
ZOMBIE（ゾンビ）は、日本のヴィジュアル系ロックバンドである。2013年結成。所属事務所はユークリッド・エージェンシー。レーベルはユークリッド・ミュージックエンターテイメント傘下のZany Zap。2019年12月までのバンド名は平仮名表記の「ぞんび」。2020年2月24日より現表記で活動スタート。

## メンバー
- 奏多（かなた、1月24日生）
ボーカル。
  - 静岡県出身[3]。
  - 血液型はA型[3]。
  - 2015年6月23日、"感染者のKさん（仮）"として匿名で加入[4]、同年8月1日より名前を公開。
  - 好きなアーティストにSOPHIAを挙げている[5]。
- izuna（イズナ、8月24日生）
ギター。
  - 埼玉県出身
  - 2020年1月25日公演にて初お披露目。
- 青井ミドリ（あおいミドリ、8月1日生）
ベース。
  - 全楽曲の作詞、作曲を担う[2]。
  - 岐阜県出身[3]。
  - 血液型はO型[3]。
  - 旧名は、リク。
  - X JAPANがきっかけでバンドを始めた[5]。
  - 母親がカーステレオで掛けていた小田和正、Mr.Children、森高千里、中森明菜、相川七瀬といったJ-POPの影響を受けており、自身で制作する楽曲にもキャッチーで聴きやすい音楽性を好む[5]。
  - 宮間エイクというボカロPとしても活動している。

### 旧メンバー
- atom（アトム）
  - ボーカル。
  - 2015年6月13日脱退。
- 伽児-kaji-（カジ）
  - ドラムス。
  - 2015年2月6日脱退、引退。
- 翔（しょう、3月6日 - ）
  - ギター。
  - バンドを始めたきっかけは母親が聴いていたGLAY[5]。
  - メロディーの立った曲を好む一方で、映画『イレイザーヘッド』『Saw』など暗くアンダーグラウンドな世界も好むため、ぞんびは自身に合っていると述べている[5]。
  - 2019年4月25日付で、重大な契約違反によって事務所が契約を解除、脱退[6]。

- REIKA（レイカ、4月17日生）
- ドラムス。
  - 福島県出身[3]
  - 血液型はO型[3]。
  - 2015年2月28日加入、2023年12月5日脱退。
  - L'Arc〜en〜Cielがきっかけでバンドを始め、その後スリップノットを知ったことでビジュアル系バンドに興味を持った[5]。
  - 身長171cm 、体重53kg。

## 略歴
- 2013年
  - 結成、始動[1]。
- 2015年
  - 8月に奏多が加入し新体制に移行[1][2][7]。
  - 8月、ユークリッド・エージェンシーと契約[2]。
- 2016年
  - 4月12日：1stシングル「腐り姫」をリリース[2]。配信サイト、ドワンゴジェイピーではデイリーランキング1位を獲得[7]。
  - 9月13日：2ndシングル「墓場 de ラヴソング」をリリース[2]。インディーズチャートで1位を獲得する[2][5]。
  - 10月16日：幕張メッセで開催されたVISUAL JAPAN SUMMIT最終日に、VISUAL STAGEのトップバッターとして出演[2][8]。
- 2017年
  - 1月3日：1stアルバム『ぼくらはみんな死んでいる。』をリリース[2][5]。
  - 7月18日：初の映像作品「ぞんび ワンマンツアー2017～全国完全感染～「ぼくらはみんな死んでいる。」＠TSUTAYA O-WEST 2017.3.24」をリリース[2]。オリコンデイリーDVDチャート音楽部門で5位、総合部門で10位を記録[2]。
  - 9月27日：3rdシングル「だいっきらい東京／神様ごめんなさい」をリリース[2]。
- 2018年
  - 4月11日：4thシングル「クソったれが」をリリース[2]。
  - 8月20日：映像作品「ぞんび全国5大都市 感染拡大ONEMAN TOUR2018「クソったれが」2018.5.4恵比寿LIQUIDROOM」をリリース[2]。オリコンデイリーDVDチャート音楽部門で2位、総合部門で3位を記録[2]。
  - 10月23日：5thシングル「ウィーアーゾンビ!! / 紅」をリリース[2][9]。X JAPANの「紅」をカバーした[10]。
- 2019年
  - 4月25日：ギターの翔が、重大な契約違反により事務所との契約を解除され脱退[6]。
  - 5月28日：6thシングル「すべてが終わる夜に / 肉食バクテリアン」をリリース[2]。
  - 12月21日：「ゾンビ死ス」TOUR FINALにて「ぞんび」を解散し[11]、ギターにizunaを迎えて「ZOMBIE」として始動することを発表した[12]。
- 2020年
  - 4月29日：1st(2st)アルバム「100%死んでる」をリリース。izunaが入るCDはこれで初めて。

## 特徴・音楽性
バンド名は候補の中で最もインパクトのある名前として選ばれ、またバンドや音楽性の先入観を与えずかつ後述する音楽性とのギャップを狙う目的と、ヴィジュアル系バンドに平仮名の名前が少なく覚えてもらえやすいという理由から平仮名の「ぞんび」表記となった。ぞんびのファンは感染者と呼称される。
ゾンビをイメージした、毒々しいビジュアルや両手を突き出して両手首を垂らしフラフラと歩き回る「ゾンビポーズ」のパフォーマンス、死後の世界をコンセプトとした独特の世界観を持つ。一方で楽曲は雰囲気こそホラーテイストながらも、楽曲を制作する青井ミドリがJ-POPに影響を受けたことによるキャッチーで振り幅の広い、現代的なロックである。ヴィジュアル系ライターの輸血子はライブレポートで「ガッツリと世界観を作り込んでいるということではなく、“ぞんび”というコンセプトをオーディエンスとの共通手段としているとでも言おうか、そこを盛り上がるアイテムとしてエンタテインメント性の高いライヴを作り上げている」と評価している。

## ディスコグラフィ

### ワンコインシングル
|     | 発売日         | タイトル                                     | 規格品番  | 収録曲 | 備考 |
| --- | -------------- | -------------------------------------------- | --------- | --- | ---- |
| N/A | 2015年10月30日 | 死ねばいいのに。／ハッピーハッピーグロテスク | EAZZ-0150 | 1. 死ねばいいのに。 2. ハッピーハッピーグロテスク [CD extra] 1. 「死ねばいいのに。」live at 東高円寺二万電圧 2015.8.15 |      |
| N/A | 2015年10月30日 | 腐り姫／マダム・フローレンスの人体調理講座   | EAZZ-0151 | 1. 腐り姫 2. マダム・フローレンスの人体調理講座                                                                        |      |
| N/A | 2015年11月13日 | 21世紀の精神異常者／夕闇行進曲               | EAZZ-0152 | 1. 21世紀の精神異常者 2. 夕闇行進曲 [CD extra] 1. 「21世紀の精神異常者」live at 東高円寺二万電圧 2015.8.15             |      |
| N/A | 2016年1月21日  | 細菌マン／リビングデッド・マーチ             | EAZZ-0157 | 1. 細菌マン 2. リビングデッド・マーチ [CD extra] 1. 「細菌マン」live at 東高円寺二万電圧 2015.8.15                     |      |
| N/A | 2016年1月30日  | 四丁目アパート殺害事件／午前五時、絶望       | EAZZ-0158 | 1. 四丁目アパート殺害事件 2. 午前五時、絶望 [CD extra] 1. 「四丁目アパート殺害事件」live at 東高円寺二万電圧 2015.8.15 |      |

### シングル
|     | 発売日         | タイトル                              | 規格品番                      | オリコン最高位 |
| --- | -------------- | ------------------------------------- | ----------------------------- | -------------- |
| 1st | 2016年4月12日  | 腐り姫                                | EAZZ-0159 EAZZ-0160 EAZZ-0161 | 26位           |
| 2nd | 2016年9月13日  | 墓場 de ラヴソング                    | EAZZ-0168 EAZZ-0169 EAZZ-0170 | 31位           |
| 3rd | 2017年9月27日  | だいっきらい東京／神様ごめんなさい    | EAZZ-0180 EAZZ-0181 EAZZ-0182 | 18位           |
| 4th | 2018年4月11日  | クソったれが                          | EAZZ-0251 EAZZ-0252 EAZZ-0253 | 22位           |
| 5th | 2018年10月23日 | ウィーアーゾンビ!! / 紅               | EAZZ-5004 EAZZ-5005 EAZZ-5006 | 36位           |
| 6th | 2019年5月28日  | すべてが終わる夜に / 肉食バクテリアン | EAZZ-5011 EAZZ-5012 EAZZ-5013 | 31位           |
| 7th | 2022年4月27日  | 気絶ダンシングガール                  | EAZZ-5033 EAZZ-5034           | 30位           |
| 8th | 2023年3月15日  | シン・細菌マン                        | EAZZ-5041 EAZZ-5042           | 44位           |
| 9th | 2023年11月29日 | ごめんなさいのメロディー／Mr.ゴミ人間 | EAZZ-5049 EAZZ-5050           | 30位           |

### 配信限定シングル
| 発売日         | タイトル               |
| -------------- | ---------------------- |
| 2019年12月22日 | ゾンビ死ス             |
| 2021年8月25日  | 抹殺せよ!!             |
| 2022年5月22日  | ウルトラムシケラボーイ |

### アルバム
|     | 発売日        | タイトル                   | 規格品番                      | CD収録曲 | オリコン最高位 |
| --- | ------------- | -------------------------- | ----------------------------- | --- | -------------- |
| 1st | 2017年1月3日  | ぼくらはみんな死んでいる。 | EAZZ-0173 EAZZ-0174 EAZZ-0175 | 1. アンデッド・ヒーロー 2. 死ねばいいのに。 3. 腐り姫 4. 「闇夜のセレナーデ」 5. 四丁目アパート殺害事件 6. マダム・フローレンスの人体調理講座 7. 交響曲第9番「真夜中の第二音楽室」 8. まっくら 9. 夕闇行進曲 10. アブノーマル・セラピー 11. リビングデッド・マーチ 12. 21世紀の精神異常者 13. 墓場 de ラヴソング | 24位           |
| 2nd | 2020年4月29日 | ぼくら100%死んでる         | EAZZ-5019 EAZZ-0520 EAZZ-5021 | 1. NUMBER 13’s 2. 100%死んでる 3. 死ねばいいのに。 4. クソったれが 5. ZOMBIE-新生- 6. 肉食バクテリアン 7. 神様ごめんなさい 8. 餞の唄 9. だいっきらい東京 10. ウィーアーゾンビ!! 11. ゾンビ死ス 12. すべてが終わる夜に 13. song for me...                                                                         | 46位           |

### コンピレーション・アルバム
|     | 発売日        | タイトル         | 収録曲 | 備考               |
| --- | ------------- | ---------------- | --- | ------------------ |
| N/A | 2018年10月8日 | はじめてのぞんび | 1. 腐り姫 2. 死ねばいいのに。 3. クソったれが（Retake） 4. 闇夜のセレナーデ 5. にわか雨 6. アブノーマル・セラピー 7. だいっきらい東京 | 配信限定リリース。 |

### 映像作品
|     | 発売日        | タイトル                                                                                          | 規格品番  |
| --- | ------------- | ------------------------------------------------------------------------------------------------- | --------- |
| 1st | 2017年7月18日 | ぞんび ワンマンツアー2017～全国完全感染～「ぼくらはみんな死んでいる。」＠TSUTAYA O-WEST 2017.3.24 | EAZV-0150 |
| 2nd | 2018年8月20日 | ぞんび全国5大都市 感染拡大ONEMAN TOUR2018「クソったれが」2018.5.4恵比寿LIQUIDROOM                 | EAZV-0169 |

## 主なライブ

### ワンマンライブ・主催イベント
| 開催日                   | タイトル                                                                       | 備考                                                                         |
| ------------------------ | ------------------------------------------------------------------------------ | ---------------------------------------------------------------------------- |
| 2016年11月26日〜12月18日 | 感染拡大作戦～其の五～ ぞんび 東名阪ONEMAN TOUR 「明日で世界が終わるとしても」 |                                                                              |
| 2017年3月19日〜3月25日   | 1st ALBUM「ぼくらはみんな死んでいる。」インストアイベント                      |                                                                              |
| 2017年8月26日            | 恐怖!!真夏の最終公演 青井ミドリ生誕祭「ミドリの日-2017-」                      | 原宿ASTRO HALL                                                               |
| 2018年7月1日〜7月22日    | ぞんび主催 4days ツーマンライブ「まさに死闘と呼ぶに相応しい四日間の戦い」      | w/LEZARD / POIDOL / ジャックケイパー / ダウト                                |
| 2019年3月2日〜7月12日    | ぞんび全国ワンマンツアー2019春「GO GO BACTERIA TOUR」                          |                                                                              |
| 2019年6月23日〜6月30日   | ぞんび×POIDOL 東名阪2MAN TOUR「墓場でDANCING!」                                |                                                                              |
| 2019年8月11日〜9月8日    | 真夏の死闘-2019- 恐怖の東名阪ワンマンツアー編                                  |                                                                              |
| 2019年10月17日           | グロフェス-ぞんリザ編-                                                         |                                                                              |
| 2019年10月18日           | グロフェス                                                                     | 池袋EDGE                                                                     |
| 2019年11月1日〜12月21日  | ぞんび FINAL ONEMAN TOUR 「ゾンビ死ス」                                        |                                                                              |
| 2020年2月24日            | ZOMBIE 1st ONEMAN LIVE「ZOMBIE-新生-」                                         | 池袋EDGE                                                                     |
| 2020年8月22日            | ZOMBIE主催「くらいともだち」                                                   | オンラインライブ                                                             |
| 2020年10月21日           | ZOMBIE 無観客生配信ライブ「This is ZOMBIE」                                    | オンラインライブ                                                             |
| 2020年12月27日           | 有観客+生配信ワンマン「-再怪-」                                                | TSUTAYA O-WEST                                                               |
| 2021年3月20日〜5月4日    | ZOMBIE 全国5大都市ツアー「-再怪-ツアー編」                                     |                                                                              |
| 2021年9月1日〜9月30日    | ZOMBIE主催 5days ツーマンライブ「死闘」                                        | w/BabyKingdom / Develop One's Faculties / FEST VAINQUEUR / ギルド / ザアザア |
| 2021年10月14日〜10月15日 | ZOMBIE<ハロウィンワンマンライブ>グロフェス                                     | 高田馬場CLUB PHASE                                                           |